# Metylisocyanid
Metylisocyanid är en organisk förening och en isocyanid med formeln CH3NC.

## Historia
Metylisocyanid framställdes första gången 1868 av den franske kemisten A Gautier genom att reagera silvercyanid och metyljodid.

## Egenskaper
Metylisocyanid är en färglös vätska med extremt obehaglig lukt vars egenskaper påminner om dess isomer metylcyanid (acetonitril).

## Framställning
Idag framställs metylisocyanid genom dehydrogenering av N-metylformamid.
{\displaystyle {\rm {CH_{3}NHCHO\rightarrow CH_{3}NC+H_{2}O}}}